# 1984年夏季奥林匹克运动会哥斯达黎加代表团
1984年夏季奥林匹克运动会哥斯达黎加代表团是哥斯达黎加派出的1984年夏季奥林匹克运动会代表团。